# Ro-117
Ro-117 — підводний човен Імперського флоту Японії, який брав участь у Другій світовій війні.
31 березня 1944-го човен вийшов з Японії на захід Каролінських островів, де напередодні вороже авіаносне з'єднання завдало нищівного удару по Палау (колись важливий транспортний хаб, а наразі складова частина головного захисного периметра імперії). Похід був безрезультатним і 13 квітня Ro-117 повернувся до Японії.
У травні 1944-го по завершенні тренувань корабель включили до 51-ї дивізії підводних човнів, яка діяла в Океанії, і 15—24 травня Ro-117 пройшов з Куре на Сайпан (Маріанські острови). 26—31 травня човен перейшов з Сайпану на атол Трук у центральній частині Каролінських островів (тут ще до війни створили головну базу японського ВМФ у Океанії, проте в лютому 1944-го вона була розгромлена унаслідок потужного рейду авіаносного з'єднання і тепер перебувала у блокаді та використовувалась передусім підводними човнами).
7 червня 1944-го Ro-117 вирушив на бойове патрулювання між Труком та островом Нова Ірландія, проте за тиждень дістав наказ рухатись у район південніше від острова Гуам, оскільки розпочиналась атака союзників на Маріанські острови (їх японське командування так само вважало частиною головного захисного периметра). Вночі 17 червня за сім сотень кілометрів на південний схід від Сайпану патрульний літак встановив радарний контакт із субмариною у надводному положенні, атакував і потопив її. Ro-117 загинув разом з усіма 55 членами екіпажу.